# Lampides bochides
Lampides bochides är en fjärilsart som beskrevs av De Nicéville 1891. Lampides bochides ingår i släktet Lampides och familjen juvelvingar. Inga underarter finns listade i Catalogue of Life.